# Cololejeunea planissima
Cololejeunea planissima là một loài Rêu trong họ Lejeuneaceae. Loài này được (Mitt.) Abeyw. mô tả khoa học đầu tiên năm 1959.